# Линка, Николае
Никола́е Ли́нка (рум. Nicolae Linca; 2 января 1929, село Чергэу-Маре, жудец Алба — 28 июня 2008, село Фейса, жудец Алба, Румыния) — румынский боксёр первой средней весовой категории, выступал за сборную Румынии в 1950-х годах. Чемпион летних Олимпийских игр в Мельбурне, обладатель двух бронзовых медалей чемпионата Европы, участник многих международных турниров и матчевых встреч. Четырёхкратный чемпион Румынии (1949, 1950, 1951, 1953). Заслуженный мастер спорта Румынии, офицер Национального ордена «За заслуги» (2000), кавалер ордена «За спортивные заслуги» 1 класса (декабрь 2005).

## Биография
Николае Линка родился 2 января 1929 года в селе Чергэу-Маре, жудец Алба. Начал заниматься боксом в 1944 году, выступал за бухарестское «Динамо». Первого серьёзного успеха на ринге добился в 1950 году, когда занял первое место на международном турнире в Варшаве, победив в финале титулованного советского боксёра Сергея Щербакова. В 1951 году выиграл боксёрский турнир на III Всемирном фестивале молодёжи и студентов в Берлине. В 1952 году, находясь в первом среднем весе, участвовал в матчевых встречах против сборных команд Польши, Чехословакии, ГДР, Болгарии, СССР, Югославии. Благодаря череде удачных выступлений удостоился права защищать честь страны на летних Олимпийских играх в Хельсинки — в первом матче на турнире одержал победу со счётом 3:2 над венесуэльцем Серхио Гаскуэ, но во втором досрочно проиграл немцу Гюнтеру Хайдеману (уже в первом раунде рефери вынужден был остановить бой ввиду явного преимущества соперника).
В 1953 году Линка съездил на чемпионат Европы в Варшаву, откуда привёз медаль бронзового достоинства. Два года спустя повторил это достижение, получив бронзовую награду на европейском первенстве в Западном Берлине. Оставаясь лидером сборной в первой средней весовой категории, в 1956 году прошёл квалификацию на Олимпийские игры в Мельбурн. На Олимпиаде, несмотря на перелом большого пальца правой руки в первом же поединке с фиджийцем Гектором Хэтчем, одолел всех своих соперников, в том числе британца Николаса Гаргано и ирландца Фредерика Тидта в полуфинале и финале соответственно. Добытая им золотая олимпийская медаль до сих пор остаётся единственной в истории румынской боксёрской команды.
Получив олимпийское золото, Николае Линка ещё в течение некоторого времени продолжал выходить на ринг в составе национальной сборной, принимая участие в крупнейших международных турнирах. Завершил карьеру спортсмена в 1959 году с послужным списком из 306 боёв (из них проиграл лишь в 25 случаях). После завершения спортивной карьеры был тренером по боксу в Алба-Юлии. В 1973 году вышел в отставку в звании подполковника. Он жил в нищете вместе со своей женой Еленой-Марией, а в поздние годы страдал от травмы бедра, синдромов Альцгеймера и Паркинсона.
Николае Линка умер 28 июня 2008 года в возрасте 79 лет в селе Фейса. Похоронен на кладбище при местной греко-католической церкви.
Боксёрские перчатки олимпийского чемпиона хранятся в музее спорта при Олимпийском и спортивном комитете Румынии.